# Georges Marchand
Pour les articles homonymes, voir Marchand.
Georges Marchand, né le 27 décembre 1881 à Saint-Germain-des-Fossés (Allier) et mort le 18 juin 1968 à Thuellin (Isère), est un général de brigade de l'armée française, actif durant la Première Guerre mondiale, la Campagne du Maroc et la Seconde Guerre mondiale, au cours de laquelle il s'illustre à la bataille de Voreppe en juin 1940, puis prend part à la Résistance en Isère.

## Biographie
Georges Pierre Germain Marchand est né le  27 décembre 1881 à Saint-Germain-des-Fossés dans le département de l'Allier. Il est le fils de Léopold Marchand et de Marie, Gabrielle, Amélie du Terrail.
À sa naissance, son père est capitaine en retraite. Ses deux parents sont originaires de Montbonnot-Saint-Martin (Isère), et y résident de nouveau en 1901 lorsque leur fils est convoqué devant le conseil de révision du département de l'Isère.
Il opte pour la carrière des armes et intègre l'École spéciale militaire de Saint-Cyr en octobre 1902.
En 1913, il se marie à Paris (16e) avec Marguerite Crozet-Fourneyron : il est alors domicilié à Lyon.
Après la campagne de France, et l'armistice du 22 juin 1940 conclu par le gouvernement de Pétain avec l'Allemagne, Georges Marchand prend sa retraite de l'armée le 20 août 1940.
Il s'installe alors à Thuellin en Isère, où il prend la tête de la Résistance locale, ce qui lui vaut d'être arrêté et détenu à la prison Montluc à Lyon. À la Libération, c'est à lui que le commandant allemand de la forteresse, Heinz Beuche, en remet les clés.
Il décède le 18 juin 1968 à Thuellin, où il est inhumé,.

## Carrière militaire

### Première Guerre mondiale et entre-deux-guerres
Il prend part à la guerre de 1914-1918, sur le front de Verdun et sur celui de la Somme.
Il est ensuite affecté en Afrique en octobre 1919, d'abord en Algérie jusqu'en août 1924, puis au Maroc jusqu'en juin 1926. Après un séjour en métropole pour raisons de santé, il retourne en Algérie en mai 1929, à Oran dès décembre 1933. En août 1939, il rejoint l'artillerie de la 14e région militaire en métropole.

### Seconde Guerre mondiale
Le 10 mai 1940 Hitler lance ses divisions en direction de la France au travers de la Belgique pour contourner la Ligne Maginot, qui ne couvrait que la frontière d'Alsace-Lorraine : c'est le début du "blitzkrieg", ou guerre-éclair, basé sur la concentration en un point précis d'une masse énorme de chars appuyés par des avions afin de perforer rapidement et profondément le front ennemi, puis à l'envelopper par ses arrières. L'opération réussit, puisqu'après la percée de Sedan, les Allemands sont le 14 juin à Paris, le 15 à Dijon, et le 19 à Lyon, ville ouverte.
Le 10 juin Mussolini profite de la débâcle française pour déclarer la guerre à la France, mais la ligne de défense de l'armée des Alpes résiste, et l'armée italienne est pratiquement contenue sur la ligne de crête.

#### Bataille des Alpes
Sur le front franco-italien, en tant que commandant de l'artillerie du 14e corps d'armée, le général Georges Marchand est confronté aux problèmes posés par le puissant fort italien du mont Chaberton et ses huit tourelles : hors de la vue des artilleurs français, distant de 10 km, il est situé à une altitude supérieure de 1 000 m à celle de leurs batteries, ce qui oblige les projectiles à décrire une parabole culminant à une altitude de 5 000 m et à atteindre leur cible plus d'une minute après le départ du coup.
Comme il n'existe pas à cette époque de tables de tir indirect pour des conditions de combat aussi extrêmes et inédites, il fait appel à une équipe d'ingénieurs pour calculer en toute hâte les tables de tir des différentes pièces de l'artillerie de montagne, et les fait reproduire afin de les diffuser auprès des artilleurs. Le 20 juin 1940 les Italiens ouvrent le feu. Le lendemain, l'artillerie française parvient à détruire six des huit tourelles du Chaberton. C'est un des coups de maître de la bataille des Alpes.

#### Bataille de Voreppe
Le 22 juin l'armistice est signé avec l'Allemagne, mais son entrée en application ne doit se faire qu'après celui entre l'Italie et la France, qui sera signé le 24 juin à 18 h 35, le cessez-le-feu entrant en vigueur six heures après, soit le 25 à 0 h 35.
À partir de Lyon, l'objectif donné par le haut commandement allemand à ses divisions motorisées et blindées du 16e Corps est de prendre l'armée des Alpes à revers, de faire jonction avec les Italiens à Chambéry et de s'emparer de Grenoble.
La première ligne de résistance de l’armée des Alpes, établie sur le Rhône entre Lyon et la Suisse, étant impossible à tenir, il est décidé de créer une deuxième ligne de résistance sur l'Isère, en tirant profit du rétrécissement naturel de la vallée, dénommé "seuil" ou "trouée" de Voreppe, qui constitue l'entrée de la cluse du même nom, à une quinzaine de kilomètres en aval de Grenoble.
L'ordre suit la voie hiérarchique, à savoir : général René Olry, commandant la 4e armée (armée des Alpes) - général Paul Beynet, commandant le 14e corps d'armée, dont l'adjoint est le général Georges Cartier, qui supervise le 104e régiment d'artillerie lourde automobile commandé par le général Georges Marchand.
Le 22 juin au matin, une colonne de 150 chars allemands de la 3e panzerdivision tente de forcer le seuil de Voreppe. C'est dans cette situation désespérée que le Général Marchand va s'avérer l'acteur principal de la défense en exploitant au mieux la topographie de la trouée de Voreppe pour verrouiller la poche de Grenoble.
Ayant connaissance de la déclaration des Allemands selon laquelle ils n'occuperont que le territoire français conquis par les armes, le 23 juin il explique à son supérieur hiérarchique, le Général Beynet, la manœuvre qu'il envisage et recueille son approbation : suppléer par un commando éclair de canons lourds (ceux du II/104e R.A.L.A.) à l'absence de moyens d'artillerie lourde dont dispose les unités rassemblées chargées de résister à la pénétration allemande dans la cluse de Voreppe. Il expose à ses officiers cette manœuvre risquée et gagne leur confiance, alors qu'on est à la veille du cessez-le-feu.
Il charge le capitaine Charles-Azaïs de Vergeron d'amener à travers les Alpes jusqu'à Voreppe trois batteries d'artillerie lourde, deux de 105 mm et une de 155 mm. Les 22 et 23 juin, les pertes infligées aux Allemands, surpris par cette pugnacité, étant lourdes (200 tués, autant de blessés, et une dizaine de chars détruits), ceux-ci se replient,.
La bataille de Voreppe est considérée comme la dernière victoire française de 1940. Elle vaut à Grenoble de n'être pas occupée par les troupes allemandes jusqu'en septembre 1943, et à son "héros" le général Georges Marchand, de recevoir la croix de guerre avec étoile de vermeil et, des mains du général Beynet, une citation très élogieuse (voir section ci-après).

#### Combats de la cluse de Chambéry
Pendant que se déroule la bataille de Voreppe, le général Marchand doit se préoccuper aussi de la partie du front située plus au nord, car la 13e division d'infanterie motorisée allemande, après avoir franchi le Rhône à Culoz, pousse sur Chambéry de chaque côté du lac du Bourget et s'empare d'Aix-les-Bains le 23 juin vers 18 h. Des renforts d'artillerie du 14e corps d'armée sont alors envoyés durant la nuit pour défendre la trouée de Viviers-du-Lac, renforcer à l'ouest de Chambéry le dispositif d'infanterie du colonel de Bissy commandant le secteur du Guiers du confluent du Rhône jusqu'aux Échelles, et pour se mettre à la disposition du général Cartier sur Chambéry.
Ces troupes arrivent à temps pour bloquer l'infanterie allemande et bombarder toutes les unités ennemies s'aventurant entre le Rhône et le lac du Bourget jusqu'à l'entrée en vigueur de l'armistice et du cessez-le-feu.
Dans cette bataille défensive contre le 16e corps blindé allemand, l'artillerie du 14e corps d'armée, en disloquant les attaques et les concentrations allemandes, a permis aux fantassins du groupement Cartier de tenir leurs positions, empêchant ainsi la prise de Chambéry.

## Grades successifs
- Incorporation à Saint-Cyr le 28 octobre 1902
- Caporal le 26 août 1903
- Sous-lieutenant d'infanterie le 1er octobre 1904
- Lieutenant le 1er octobre 1906
- Versé dans l'artillerie 11 novembre 1909
- Capitaine le 23 juin 1914
- Chef d'escadron le 23 décembre 1924
- Lieutenant-colonel le 21 décembre 1929[3].
- Colonel le 25 mars 1934
- Après avoir pris le commandement de l'artillerie du 14e corps d'armée le 2 septembre 1939, il est promu général de brigade le 8 décembre 1939[6].

## Distinctions et hommages

### Décorations françaises
- Commandeur de la Légion d'honneur (25 juin 1941)[12]
  -  Officier de la Légion d'honneur (14 aout 1925)
  -  Chevalier de la Légion d'honneur (23 août 1915)
- Croix de guerre 1914–1918, palme d'argent (23 août 1915)
- Croix de guerre 1914–1918, étoile d'argent
- Médaille commémorative de la guerre 1914–1918
- Médaille interalliée de la Victoire
- Médaille coloniale (agrafe Maroc argent et Maroc vermeil)
- Croix de guerre des Théâtres d'opérations extérieurs (avec palme)
- Croix de guerre des Théâtres d'opérations extérieurs (avec étoile de bronze)
- Croix de guerre 1939–1945 (étoile de vermeil)[9]

### Décorations étrangères

#### Protectorat français de Tunisie
- Officier du Nichan Iftikhar[3],[12]

### Citations
- Citation à l'ordre de l'artillerie du 33e corps d'armée le 15 juillet 1917
- Citation à l'ordre du régiment par le général commandant supérieur des T.O.M. le 16 janvier 1926[3]
- Citation reçue des mains du général Beynet commandant le 14e corps d'armée, pendant la Seconde guerre mondiale, pour sa conduite durant la bataille des Alpes : « Officier général du plus grand mérite. Alors que le Corps d'Armée, attaqué à l'Est par les forces italiennes, s'est trouvé menacé sur ses arrières par des unités blindés allemandes, a su rapidement employer les unités d'artillerie disponibles. Après des reconnaissances personnelles, les a engagées dans des conditions telles que leur bon rendement a très largement contribué au maintien de l'intégrité des positions de défense assignées au Corps d'Armée. »[9]

### Hommage
Un monument dédié à l'Armée des Alpes, au général Marchand et ses troupes, en souvenir de la bataille de Voreppe qui se déroula le 22 juin 1940 a été inauguré le 20 octobre 1946.